# سامرديل
سامرديل (بالإنجليزية: Summerdale)‏ هي مدينة أمريكية تقع في ولاية ألاباما.تبلغ مساحة هذه المدينة 13.5 (كم²)،ويبلغ عدد سكانها 667 نسمة حسب إحصاء سنة 2010 م.تشير الإحصاءات بأن الكثافة السكانية في هذه المدينة تقدر بـ(48.5) نسمة/كم2.

## التركيبة السكانية
حدّد مكتب تعداد الولايات المتحدة بيانات التركيبة السكانية لسامرديل في تعداد الولايات المتحدة. في ما يلي، التركيبة السكانية حسب تعدادي 2000 و2010.

### تعداد عام 2000
بلغ عدد سكان سامرديل 655 نسمة بحسب تعداد عام 2000، وبلغ عدد الأسر 255 أسرة وعدد العائلات 184 عائلة مقيمة في البلدة. في حين سجلت الكثافة السكانية 24.9 نسمة لكل كيلومتر مربع (64.5/ميل2). وبلغ عدد الوحدات السكنية 282 وحدة بمتوسط كثافة قدره 10.7 لكل كيلومتر مربع (27.7/ميل2).
وتوزع التركيب العرقي للبلدة بنسبة 90.23% من البيض و4.89% من الأمريكيين الأفارقة و1.07% من الأمريكيين الأصليين و0.15% من الأمريكيين ذوي الأصول الآسيوية و0.92% من الأعراق الأخرى و2.75% من عرقين مختلطين أو أكثر و2.29% من الهسبانيون أو اللاتينيون من أي عرق.
بلغ عدد الأسر 255 أسرة كانت نسبة 39.6% منها لديها أطفال تحت سن الثامنة عشر تعيش معهم، وبلغت نسبة الأزواج القاطنين مع بعضهم البعض 56.5% من أصل المجموع الكلي للأسر، ونسبة 10.6% من الأسر كان لديها معيلات من الإناث دون وجود شريك، بينما كانت نسبة 5.1% من الأسر لديها معيلون من الذكور دون وجود شريكة وكانت نسبة 27.8% من غير العائلات. تألفت نسبة 23.1% من أصل جميع الأسر من عدة أفراد يعيشون في نفس المنزل ونسبة 8.2% كانت تتألف من شخص يعيش بمفرده يبلغ من العمر 65 عاماً أو أكثر. وبلغ متوسط حجم الأسرة المعيشية 2.57، أما متوسط حجم العائلات فبلغ 3.04.
بلغ العمر الوسطي للسكان 31.8 عاماً. وكانت نسبة 27.6% من القاطنين تحت سن الثامنة عشر، وكانت نسبة 11.5% بين الثامنة عشر والرابعة والعشرين عاماً، ونسبة 28.2% كانت واقعةً في الفئة العمرية ما بين الخامسة والعشرين والرابعة والأربعين عاماً، ونسبة 21.7% كانت ما بين الخامسة والأربعين والرابعة والستين، ونسبة 11% كانت ضمن فئة الخامسة والستين عاماً فما فوق. يوجد لكل 100 أنثى 104.0 ذكر، ويوجد لكل 100 أنثى في الثامنة عشر من عمرها فما فوق 97.5 ذكر.
بلغ متوسط دخل الأسرة في البلدة 27,917 دولارًا، أما متوسط دخل العائلة فبلغ 32,159 دولارًا. وكان متوسط دخل الذكور 26,563 دولارًا مقابل 19,167 دولارًا للإناث. وسجل دخل الفرد الخاص بالبلدة 13,775 دولارًا. وكانت نسبة 13.7% من العائلات ونسبة 16.4% من السكان تحت خط الفقر، وكان من هؤلاء نسبة 28.7% تحت سن الثامنة عشر ونسبة 4.9% في الخامسة والستين من العمر وما فوق.

### تعداد عام 2010
بلغ عدد سكان سامرديل 862 نسمة بحسب تعداد عام 2010، وبلغ عدد الأسر 351 أسرة وعدد العائلات 251 عائلة مقيمة في البلدة. في حين سجلت الكثافة السكانية 32.7 نسمة لكل كيلومتر مربع (84.7/ميل2). وبلغ عدد الوحدات السكنية 410 وحدة بمتوسط كثافة قدره 15.6 لكل كيلومتر مربع (40.4/ميل2).
وتوزع التركيب العرقي للبلدة بنسبة 86.43% من البيض و5.80% من الأمريكيين الأفارقة و1.39% من الأمريكيين الأصليين و0.12% من الأمريكيين ذوي الأصول الآسيوية و2.44% من الأعراق الأخرى و3.83% من عرقين مختلطين أو أكثر و5.10% من الهسبانيون أو اللاتينيون من أي عرق.
بلغ عدد الأسر 351 أسرة كانت نسبة 33.6% منها لديها أطفال تحت سن الثامنة عشر تعيش معهم، وبلغت نسبة الأزواج القاطنين مع بعضهم البعض 53% من أصل المجموع الكلي للأسر، ونسبة 14.2% من الأسر كان لديها معيلات من الإناث دون وجود شريك، بينما كانت نسبة 4.3% من الأسر لديها معيلون من الذكور دون وجود شريكة وكانت نسبة 28.5% من غير العائلات. تألفت نسبة 23.6% من أصل جميع الأسر من عدة أفراد يعيشون في نفس المنزل ونسبة 8.3% كانت تتألف من شخص يعيش بمفرده يبلغ من العمر 65 عاماً أو أكثر. وبلغ متوسط حجم الأسرة المعيشية 2.46، أما متوسط حجم العائلات فبلغ 2.84.
بلغ العمر الوسطي للسكان 38.0 عاماً. وكانت نسبة 23.8% من القاطنين تحت سن الثامنة عشر، وكانت نسبة 8.6% بين الثامنة عشر والرابعة والعشرين عاماً، ونسبة 24.8% كانت واقعةً في الفئة العمرية ما بين الخامسة والعشرين والرابعة والأربعين عاماً، ونسبة 25.4% كانت ما بين الخامسة والأربعين والرابعة والستين، ونسبة 17.4% كانت ضمن فئة الخامسة والستين عاماً فما فوق. وتوزع التركيب الجنسي للسكان بنسبة 49.8% ذكور و50.2% إناث.